# Ionel Daniel Dănciulescu
Ionel Daniel Dănciulescu (Slatina, Romania, 6 de desembre del 1976) és un futbolista romanès. Juga a la posició de davanter i en l'actualitat defen els colors de l'Dinamo Bucureşti de la Lliga romanesa de futbol.

## Trajectòria
Després de destacar al Electroputere Craiova, va fitxar pel Dinamo de Bucarest. Al Dinamo va jugar a bon nivell i va rebre un suculent contracte econòmic de l'equip turc Altay Spor Kulübü on finalment va passar sense pena ni glòria. Va tornar al seu país per jugar amb l'Steaua Bucarest on ho va jugar tot en cinc temporades. Va tornar novament al Dinamo Bucarest on l'afició va trigar a acceptar el seu pas per l'etern rival. A poc a poc en el Dinamo va ser guanyat la seva memòria cau amb partits i gols, així és com va aconseguir el mèrit que avui encara té: ser el quart màxim golejador en la història del futbol romanès. El 2005 va ser cedit a l'equip xinès Shandong Luneng després d'una interessant operació econòmica per al Dinamo i el mateix jugador. El 2009 l'Hèrcules es va fer amb els seus serveis i el jugador va ser el màxim golejador de l'equip a la temporada.